# Sobredosis (película de 1986)
Sobredosis es una película argentina dramática de 1986 dirigida por Fernando Ayala sobre el guion de Oscar Viale y protagonizada por Federico Luppi, Dora Baret, Gabriel Lenn y Noemí Frenkel. Fue filmada en Eastmancolor y se estrenó el 5 de junio de 1986.

## Sinopsis
La iniciación, incitado por una joven, en el consumo de drogas por parte del hijo menor de un matrimonio separado.

## Reparto
Participaron del filme los siguientes intérpretes:
| Actor                      | Personaje            |
| -------------------------- | -------------------- |
| Federico Luppi             |                      |
| Dora Baret                 |                      |
| Gabriel Lenn               |                      |
| Noemí Frenkel              |                      |
| Mónica Vehil               |                      |
| Héctor Bidonde             |                      |
| Noemí Morelli              |                      |
| Daniel Galarza             |                      |
| María Socas                |                      |
| Aníbal Morixe              |                      |
| José María López           |                      |
| Ricardo Manetti            |                      |
| Marcos Woinski             |                      |
| Ana María Ambasz           |                      |
| María Visconti             |                      |
| Enrique Fynn               |                      |
| Pil Trafa                  | Grupo Los Violadores |
| Stuka                      | Grupo Los Violadores |
| Robert "El Polaco" Zelazek | Grupo Los Violadores |
| Sergio Gramática           | Grupo Los Violadores |

## Comentarios
Julia Montesoro en La Gaceta de Hoy escribió: 

«Mostrar que alguien se da con todo –léase consume todo tipo de drogas-  no es suficiente para abordar el tema de la drogadicción.»

Jorge Abel Martín en Tiempo Argentino escribió: 

«El tema de la droga, tratado con seriedad…se desarrolló sobre un libro sin estridencias.»

Manrupe y Portela escriben: 

«Didactismo del más puro tipo “todo pasó por esto, por esto y por esto”. Oportunismo Aries en un nivel menor al testimonial.»